# Tord Bonde (Magnusson)
Tord Bonde (Magnusson), född 1480, död omkring 1546, var en svensk lagman och riksråd.

## Biografi
Tord Bonde var son till häradshövdingen Magnus Bonde och Katarina Ingvarsdotter. Han nämns 29 september 1513 som väpnare och blev 3 juni 1523 riksråd. Bonde var från tiden som riksråd även lagman i Tiohärads lagsaga. Han miste båda befattningarna på grund av sin delaktighet i västgötaupproret 1529. Han levde 1545, men var 15 september 1546 död.
Bonde ägde gårdarna Bordsjö, Hästeryd, Traneberg och Näsby.

### Familj
Bonde gifte sig 2 oktober 1514 på Säm med Ingrid Amundsdotter. Hon var dotter till den norske frälsemannen Amund Torstensson och Ingeborg Eriksdotter. De fick tillsammans barnen väpnaren Göran Bonde (död 1598), riksrådet Jöns Bonde (död 1566) och Måns Bonde till Traneberg.